# 野口町 (豊川市)
野口町（のぐちちょう）は、愛知県豊川市の地名。

## 地理

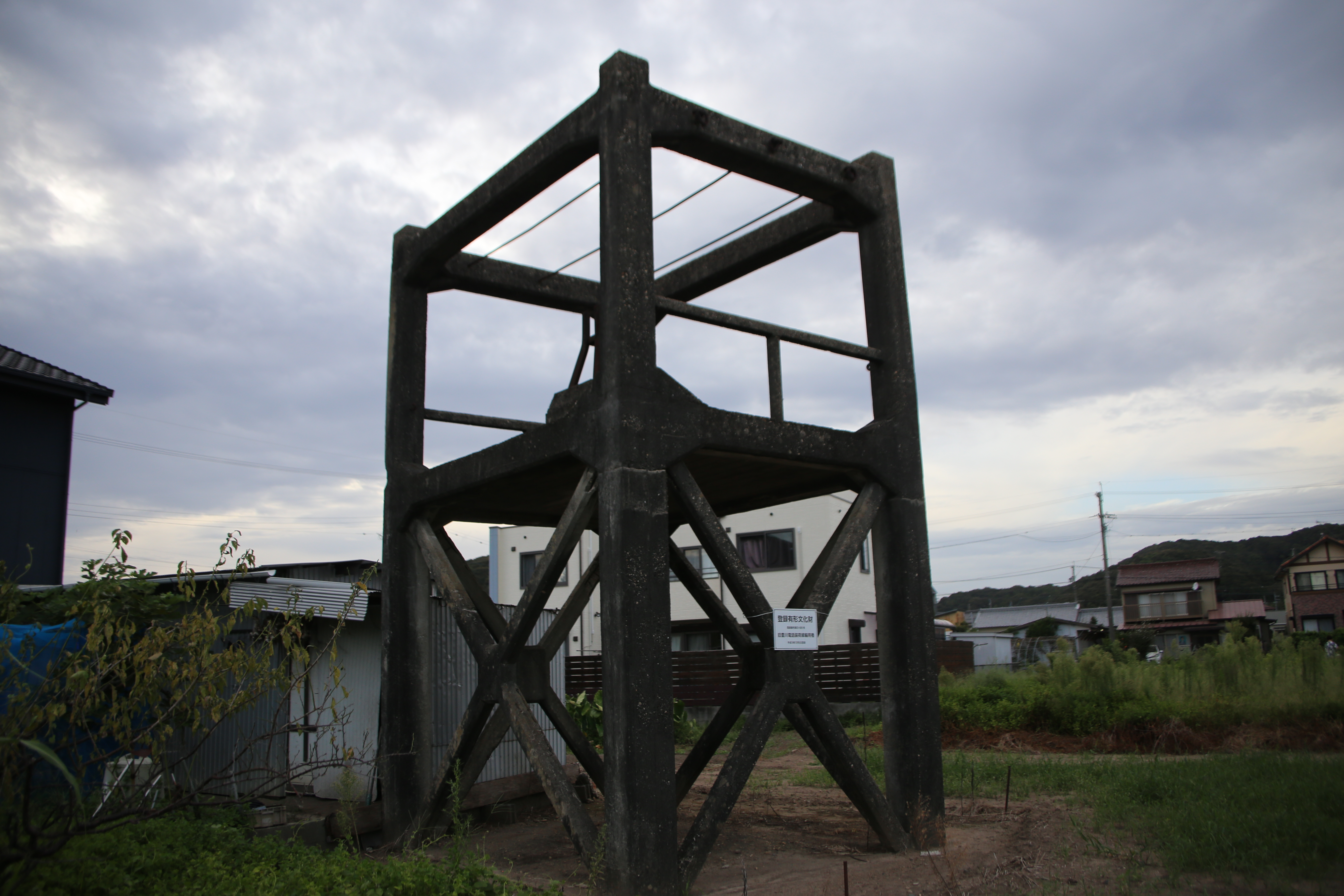
旧豊川電話装荷線輪用櫓

### 交通
- 名鉄豊川線
- 愛知県道5号国府馬場線
- 愛知県道31号東三河環状線

### 施設
- 菅原神社
- 野口児童遊園
- 旧豊川電話装荷線輪用櫓 - 登録有形文化財。
- 八南生涯学習センター
- 豊川市立八南小学校
- はちなん児童館
- 豊川市立八南保育園
- 日本自然エネルギー研究所
- パシフィックゴルフセンター
- 野口城趾

## 歴史

### 沿革
- 江戸時代 - 三河国宝飯郡野口村として所在[1]。
- 慶長7年 - 旗本水野氏知行となる[1]。
- 寛永15年 - 幕府領となる[1]。
- 元禄11年 - 旗本鍋島氏知行となる[1]。
- 1889年（明治22年） - 穂原村大字野口となる[1]。
- 1906年（明治39年） - 八幡村大字野口となる[1]。
- 1943年（昭和18年） - 豊川市野口町となる[1]。

### 人口の変遷
国勢調査による人口および世帯数の推移。
| 1995年（平成7年）  | 489世帯 1629人 |  |
| 2000年（平成12年） | 621世帯 1945人 |  |
| 2005年（平成17年） | 674世帯 2087人 |  |
| 2010年（平成22年） | 747世帯 2173人 |  |
| 2015年（平成27年） | 759世帯 2193人 |  |
| 2020年（令和2年）  | 763世帯 2056人 |  |

### WEB
1. ↑  “愛知県豊川市の町丁・字一覧”.   人口統計ラボ. 2024年5月1日閲覧。
2. 1 2  総務省統計局 (2022年2月10日). “令和2年国勢調査の調査結果(e-Stat) - 男女別人口，外国人人口及び世帯数－町丁・字等” (CSV). 2023年8月2日閲覧。
3. ↑  “読み仮名データの促音・拗音を小書きで表記するもの(zip形式) 愛知県” (zip).   日本郵便 (2024年2月29日). 2024年3月26日閲覧。
4. ↑  “市外局番の一覧” (PDF).   総務省 (2022年3月1日). 2022年3月22日閲覧。
5. ↑  “ナンバープレートについて”.   一般社団法人愛知県自動車会議所. 2024年1月21日閲覧。
6. ↑  総務省統計局 (2014年3月28日). “平成7年国勢調査の調査結果(e-Stat) - 男女別人口及び世帯数 －町丁・字等” (CSV). 2021年7月20日閲覧。
7. ↑  総務省統計局 (2014年5月30日). “平成12年国勢調査の調査結果(e-Stat) - 男女別人口及び世帯数 －町丁・字等” (CSV). 2021年7月20日閲覧。
8. ↑  総務省統計局 (2014年6月27日). “平成17年国勢調査の調査結果(e-Stat) - 男女別人口及び世帯数 －町丁・字等” (CSV). 2021年7月21日閲覧。
9. ↑  総務省統計局 (2012年1月20日). “平成22年国勢調査の調査結果(e-Stat) - 男女別人口及び世帯数 －町丁・字等” (CSV). 2021年7月21日閲覧。
10. ↑  総務省統計局 (2017年1月27日). “平成27年国勢調査の調査結果(e-Stat) - 男女別人口及び世帯数 －町丁・字等” (CSV). 2021年7月21日閲覧。

### 書籍
1. 1 2 3 4 5 6 7  「角川日本地名大辞典」編纂委員会 1989, p. 1042.